# Catlinite
La Catlinite, detta anche pipestone, è una argillite di colore bruno-rossastro originaria dell'America Settentrionale. A causa della sua granulosità molto fine risulta facilmente lavorabile ed era utilizzata dai nativi americani per fabbricare pipe e calumet.

## Etimologia

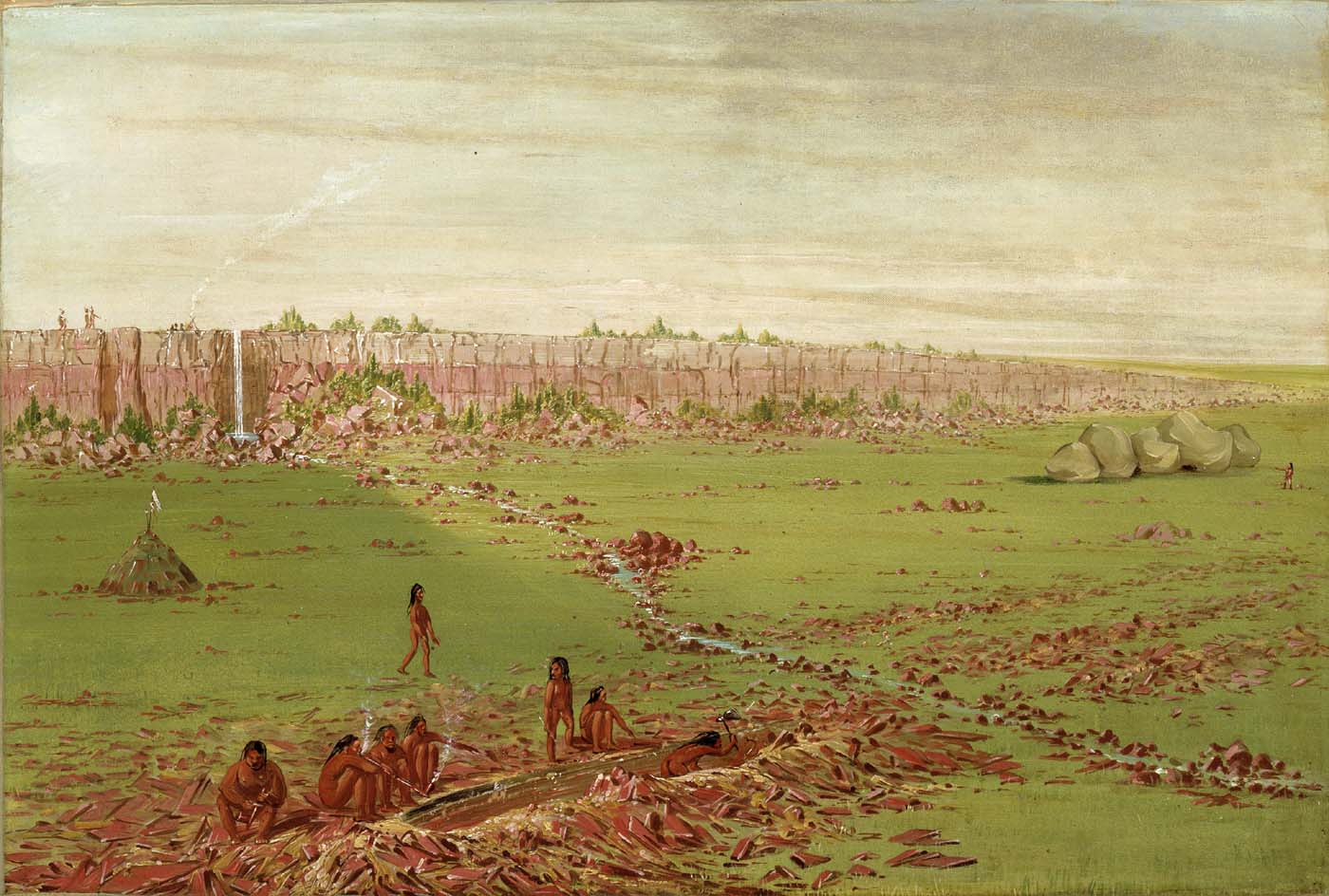
Dipinto di G. Catlin raffigurante la cava di Catlinite. (1836)

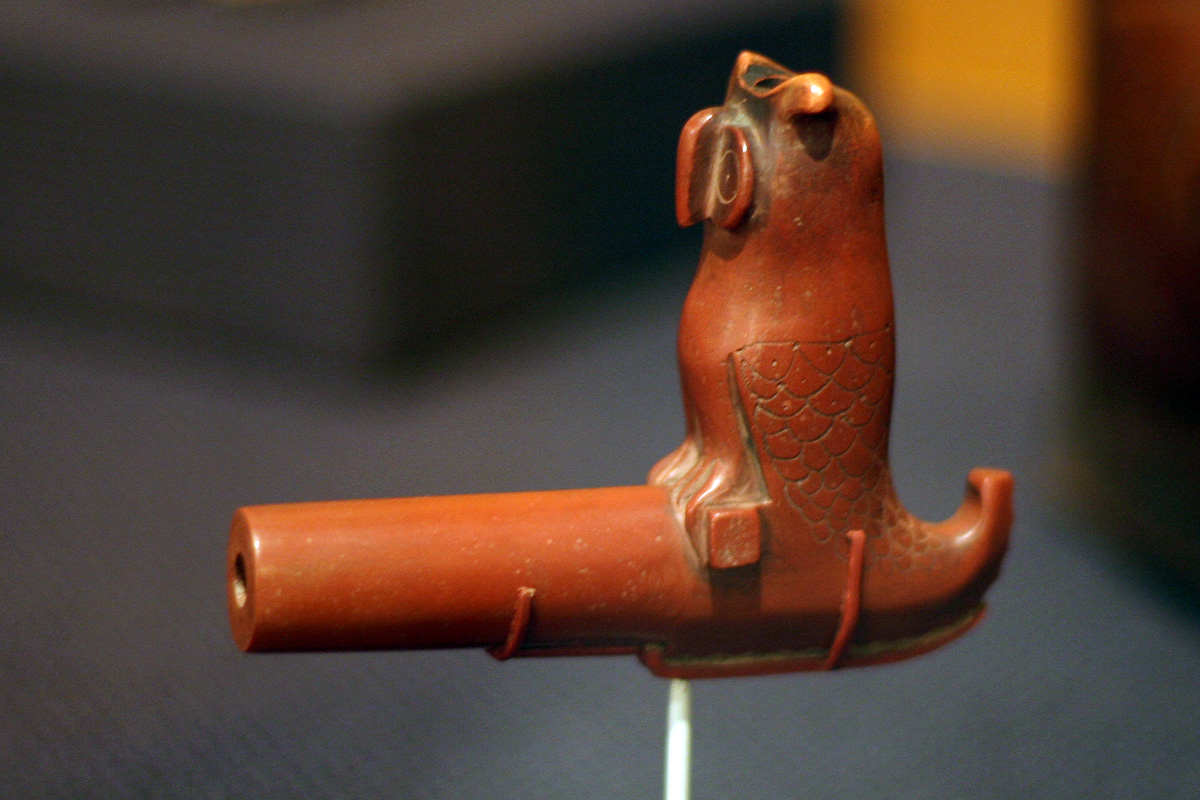
Fornello di una pipa in catlinite, rappresentante un gufo e risalente agli inizi XX secolo, esposto presso il Brooklyn Museum.

La catlinite deve il suo nome al pittore e scrittore statunitense George Catlin. Egli tra il 1830 ed il 1836 intraprese diversi viaggi in cui visitò un gran numero di tribù indiane soprattutto lungo i fiumi Mississippi e Missouri ed i loro principali affluenti e nella zona delle Grandi Pianure. Catlin aveva notato l'usanza rituale degli indiani di fumare in pipe dal lungo cannello (calumet) durante le cerimonie religiose, o in momenti di particolare importanza sia in tempo di pace che di guerra. In particolare veniva data grande importanza ai calumet il cui fornello era formato da una particolare pietra di colore rosso scuro che proveniva da una cava unica situata fra i fiumi Mississippi e Missouri, nel sud-ovest del Minnesota.
Il luogo ove si trovava la cava di questa pietra, che Catlin chiamava pipestone, era considerato sacro dagli indiani, in quanto essi ritenevano che fosse la sostanza dalla quale in Grande Spirito aveva creato l'uomo. Pertanto la richiesta di Catlin di visitare la cava rimase inizialmente inattesa. In particolare i Sioux Santee, che erano i custodi della cava, erano quelli che più si opponevano a questa richiesta in quanto la presenza sul luogo di non-indiani era considerata da loro un sacrilegio. Successivamente tuttavia, sia per l'insistenza di Catlin, sia per il fatto che egli si era fatto apprezzare dagli indiani come persona che non aveva fini di lucro e che era effettivamente interessato a conoscere gli usi e le tradizioni indiane, essi acconsentirono a questo viaggio, ed anzi guidarono Catlin alla cava. Il viaggio alla cava (1836) e le impressioni di Catlin vennero poi riportate nel suo libro Life among the Indians ed in altri suoi scritti riferiti a quell'esperienza. Catlin dipinse anche un quadro noto come Pipestone Quarry on the Coteau Prairies in cui cerco di mostrare sia la parte scientifica che quella etnografica di questa esperienza.
Catlin raccolse alcuni frammenti della pietra, che lui riteneva fosse una varietà di steatite, e li invio a Charles Thomas Jackson, un noto mineralogista di Boston. Questi analizzo il materiale ricevuto e scoprì che non si trattava di steatite, ma di una nuova varietà di roccia, una sorta di agalmatolite che egli chiamò Catlinite in onore di chi gliela aveva procurata.

## Composizione
Il nome catlinite è spesso abusato in quanto riferito a qualunque argillite di colore rosso utilizzate per produrre pipe. Tale termine dovrebbe essere utilizzato solo per rocce aventi una specifica composizione chimica, mentre le altre dovrebbero essere chiamate pipestone.
La prima analisi chimica sulla catlinite venne effettuata nel 1836 dal già citato prof. Jackson e pubblicata nel 1839 nel American Journal of Science.
Secondo tale analisi le principali sostante presenti nella catlinite erano:
| SiO2  | 48,2% |
| Al2O3 | 28,2% |
| Fe2O3 | 5,0%  |
| MgO   | 6,0%  |
| CaO   | 2,6%  |